# Даймонд Фокс
Даймонд Фокс (англ. Diamond Foxxx), настоящее имя Стефани Вудкок (англ. Stephanie Woodcock; род. 5 января 1973, Олбани, США) — американская порноактриса.

## Биография
Родилась 5 января 1973 года в Олбани, штат Джорджия, США. Её родители были военными: отец служил во флоте, а мать — в морской пехоте. Вместе с семьёй переехала в Вирджинию.
Была замужем, развелась. Поступила служить во флот, но, менее чем через год, была уволена.
В возрасте 25 лет переехала во Флориду. До перехода в порно работала в сфере недвижимости.
Болела раком шейки матки, вылечилась благодаря операции (гистерэктомия).
Вместе со вторым мужем переехала в Ки-Уэст, Флорида. В настоящее время живёт в Далласе, Техас.

### Карьера в порнофильмах
Дебютировала в порно в 2004 году в возрасте 31 года.
В 2010—2012 годах номинировалась на премию AVN Award «MILF/Cougar Performer of the Year». В 2012 году выиграла премию AVN Award в категории «Лучшая лесбийская групповая секс-сцена». Также, в 2012 году была номинирована на NightMoves Award «Лучший MILF-исполнитель» и XBIZ Award «MILF-исполнитель года». В 2011 году номинирована на AVN Award «MILF-исполнитель года».
Сотрудничает с такими студиями как Brazzers, Digital Playground, Evil Angel, Naughty America, Reality Kings и другими.
По состоянию на декабрь 2018 года снялась в 360 порнофильмах.

## Личная жизнь
Любит играть в техасский холдем. Занимается квилтингом и шитьём.
В 1999 году вышла замуж во второй раз. Супруга зовут Бен Фокс.

## Награды и номинации
| Год  | Премия           | Номинация                              | Фильм      | Результат |
| ---- | ---------------- | -------------------------------------- | ---------- | --------- |
| 2010 | AVN Awards       | MILF/Cougar исполнительница года       |            | Номинация |
| 2010 | NightMoves Award | Лучшая MILF исполнительница            |            | Номинация |
| 2011 | AVN Awards       | MILF/Cougar исполнительница года       |            | Номинация |
| 2011 | AVN Awards       | MILF исполнительница года              |            | Номинация |
| 2011 | NightMoves Award | Лучшая MILF исполнительница            |            | Номинация |
| 2012 | AVN Awards       | Лучшая лесбийская групповая секс-сцена | «Cherry 2» | Победа    |
| 2012 | AVN Awards       | MILF/Cougar исполнительница года       |            | Номинация |
| 2012 | NightMoves Award | Лучшая MILF исполнительница            |            | Номинация |
| 2012 | XBIZ Award       | Лучшая MILF исполнительница года       |            | Номинация |